# 会三帰一
会三帰一（えさん・きいつ、きいち）とは、「三乗を会（え）して一乗に帰す」と読み、天台宗系の仏教で三乗の教えを会して一乗の教えに帰せしめること。開三顕一（かいさんけんいち）、三即一などともいう。

## 概説
天台宗によって創始された解釈であるが、日蓮宗各派などでも引用される。
釈尊はその生涯40年余りに渡り様々な教えを説いたが、それを要約すると声聞・縁覚・菩薩のために分けてその教えを説いた。つまり声聞の教えを求める者に声聞の教え、縁覚の教えを求める者に縁覚の教え、菩薩の教えを求める者に菩薩の教えと、それぞれ性格の異なる教えを説いた。これを三乗各別という。
天台宗系の教義では、『法華経』の開経（前説の経典）である『無量義経』にある四十余年未顕真実とは、釈尊がその40年余の生涯において説いた教えが、いまだ真実をあらわしていないということであり、『法華経』の方便品に至って、それらの教えはすべて衆生を導くために説いた仮の教えであり一つの手段に過ぎなかった、とし、三乗の教えは一乗の教えを説くための方便だったのだ、と説く。これを会三帰一、開三顕一という。
『法華経』の方便品の前半で、十如是を説いて、ほぼ要略して三乗を開いて一乗の教えを説いた。これを略開三顕一といい、方便品第2の後半から学無学人記品第9までで、法理や譬喩、因縁を通して広く三乗を開いて説いた。これを広開三顕一という。

## 批判と展開
上記のように、会三帰一は、『法華経』を最高と定めた天台宗によって創始され、それが日蓮宗各派でも採用された解釈であるが、これには異論もあった。
まず、法相宗は『解深密経』などを根拠として五性各別を説き、そもそも衆生には差別があり誰でもがすぐに成仏できるものではないとして天台宗と論争になった。いわゆる徳一と最澄の三一権実諍論がそれである。天台宗では最澄の弟子が、最澄が徳一の主張をことごとく論破したと宣言して論争を打ち切ったとされる。
なお、法華各宗では『法華経』で会三帰一を説いているとするが、仏教学においては法華経無内容説という学説的な主張に加え、また『法華経』が「三乗を会して一乗に帰す」という目標を示してはいるものの、三乗の差別ある者たちがどうやって一乗の教えに平等に帰すことができるのかが明らかには説かれておらず、その根拠に乏しい、という指摘もある。またこれに従って、『法華経』に対し『涅槃経』の方が、三乗の同一仏性の常住を説いて会三帰一の理論的根拠を説いているという指摘もなされている（「仏教布教体系」など）。

## 注・出典
1. ↑  
三乗とは、声聞・縁覚・菩薩のために説いた3つの各々の乗教を指し、一乗とは、唯一仏になる教えのことをいう。
2. ↑  法華三部経参照。
3. ↑  華厳宗もこの論争に加わり、『涅槃経』の闡提成仏の義を根拠に法相宗の五性各別を否定し、最終的に一乗成仏説に加担した。